# Stelis florianii
Stelis florianii är en orkidéart som beskrevs av Carlyle August Luer. Stelis florianii ingår i släktet Stelis och familjen orkidéer. Inga underarter finns listade i Catalogue of Life.